# Variable de instancia
En programación orientada a objetos, una variable de instancia o miembro de dato es una variable que se relaciona con una única instancia de una clase.
Cada vez que se crea un objeto, el sistema crea una copia de todas las variables, (atributos), que están vinculadas con dicha clase, haciéndolas propias de esa instancia, (objeto). Solamente se puede acceder a ellas a través del identificador del objeto.
Estas variables son declaradas fuera del cuerpo de los métodos y dentro de la clase, por lo tanto son de tipo global. Por ende, pueden ser utilizadas por cualquier método no estático de dicha clase.